# چشم‌گشوده عربی
چشم‌گشوده عربی (نام علمی: Euryops arabicus) نام یک گونه از سرده چشم‌گشوده‌ها است.